# Braulio Castillo
Braulio Robinson Medrano Castillo (Elías Piña, 13 maggio 1968) è un ex giocatore di baseball dominicano.
Entrato nell'organizzazione dei Los Angeles Dodgers da dilettante nel 1985, Castillo ha debuttato nella Major League Baseball (MLB) con i Philadelphia Phillies il 18 agosto 1991.